# Élections européennes de 2014 aux Pays-Bas
Les élections européennes de 2014 aux Pays-Bas ont lieu le 22 mai afin d'élire les députés de la 8e législature du Parlement européen. Ces élections sont les premières depuis l'entrée en vigueur du traité de Lisbonne qui renforce les pouvoirs du Parlement européen et modifié la répartition des sièges entre les différents États-membres. Ainsi, les Néerlandais élisent 26 députés au lieu de 25 précédemment.

## Contexte
En 2009, l'Appel chrétien-démocrate, bien que sortant toujours en tête du scrutin, avait vu se confirmer l'érosion de son score. Mais la perte la plus importante de voix eut lieu lors des élections législatives de 2012, où le parti passa en dessous des 10 % des suffrages exprimés et se classa en cinquième position.
Le Parti pour la liberté, créé trois ans auparavant, avait quant à lui réalisé une performance remarquée, en récoltant un sixième des suffrages exprimés et quatre mandats de député européen, alors qu'il se présentait pour la première fois à ce type d'élection. Néanmoins, lors des élections qui se tinrent en 2010 et en 2012, ce succès ne fut pas confirmé, le parti se plaçant troisième derrière le Parti populaire pour la liberté et la démocratie du Premier ministre Mark Rutte et les travaillistes, avec respectivement 15,4 % et 10,1 % des suffrages exprimés.
Enfin, plusieurs changements ont été opérés entre 2009 et 2014 au sein de la délégation néerlandaise au Parlement européen, modifiant les équilibres entre les partis et le paysage politique national.
 Premièrement, Kartika Liotard quitta le Parti socialiste le 1er juin 2010, à la suite de désaccords avec son parti, et lui faisant perdre l'un de ses deux eurodéputés. Deuxièmement, Toine Manders, élu du VVD, quitta son parti le 17 octobre 2013 pour rejoindre le parti de défense des seniors, 50 Plus, pour lequel il est la tête de liste lors de ces nouvelles élections, bien que siégeant officiellement en tant qu'indépendant. Enfin, l'eurodéputé Daniël van der Stoep, élu du PVV, démissionna du Parlement européen en août 2011, après avoir causé un accident de la route en état d'ivresse. Il fut remplacé en septembre de la même année par Auke Zijlstra. À la suite de la ratification du traité de Lisbonne en 2011, le siège supplémentaire néerlandais fut accordé au PVV, ce qui permit le retour de Daniël van der Stoep au Parlement européen, bien que le PVV lui interdit alors de siéger sous ses couleurs. Il siège depuis 2012 comme membre du parti Article 50 (en), pour lequel il est la tête de liste lors de ces nouvelles élections.

## Mode de scrutin
Les eurodéputés néerlandais sont élus au scrutin proportionnel plurinominal. De plus, lors de ces élections, les partis politiques ont la possibilité de former des alliances électorales. Les sièges sont répartis entre les partis et alliances électorales ayant dépassé le quota électoral (équivalent au nombre de suffrages exprimés divisés par le nombre de sièges) suivant la méthode d'Hondt. À l'intérieur des alliances électorales, les sièges sont répartis entre les partis selon la méthode du plus fort reste.
Tout citoyen néerlandais âgé de 18 ans et plus, le jour de l'élection, peut voter et se porter candidat lors de ces élections. De plus, les citoyens européens, également âgé de 18 ans et plus le jour de l'élection et non-privés de leur droit de vote dans leur pays d'origine, peuvent voter et se porter candidats lors de ces élections. Aussi, depuis les élections européennes de 2009, les résidents des Antilles néerlandaises et d'Aruba peuvent prendre part au scrutin.

## Campagne

### Partis et candidats
| Parti(s) | Parti(s)                                         | Abréviation | Tête de liste                    | Parti européen |
| -------- | ------------------------------------------------ | ----------- | -------------------------------- | -------------- |
|          | Appel chrétien-démocrate                         | CDA         | Esther de Lange                  | PPE            |
|          | Parti pour la liberté                            | PVV         | Marcel de Graaff                 | AEL            |
|          | Parti travailliste                               | PvdA        | Paul Tang                        | PSE            |
|          | Parti populaire pour la liberté et la démocratie | VVD         | Hans van Baalen                  | ALDE           |
|          | Démocrates 66                                    | D66         | Sophie in 't Veld                | ALDE           |
|          | Gauche verte                                     | GL          | Bas Eickhout                     | PVE            |
|          | Parti socialiste                                 | SP          | Dennis de Jong                   |                |
|          | Union chrétienne + Parti politique réformé       | CU + SGP    | Peter van Dalen                  | MPCE           |
|          | Parti pour les animaux                           | PvdD        | Anja Hazekamp                    | EA7            |
|          | 50 Plus                                          |             | Toine Manders                    |                |
|          | Article 50 (en)                                  |             | Daniël van der Stoep             | MELD           |
|          | Les Verts                                        | DG          | Jolanda Verburg                  | PVE            |
|          | Parti libéral démocrate                          | LibDem      | Sammy van Tuyll van Serooskerken |                |
|          | Jésus est vivant                                 | JL          | Joop van Ooijen                  |                |
|          | Parti pirate                                     | PPNL        | Matthijs Pontier                 | PPUE           |
|          | QI, Parti des droits et des devoirs              |             | Gunther Niessen                  |                |
|          | Parti anti-Europe                                | AeuP        | Arnold Reinten                   |                |
|          | jechoisisdêtrehonnête.eu                         |             | Michel van Hulten                |                |
|          | Attention et simplicité                          |             | Abraham de Kruijf                |                |

### Sondages

#### Sièges
| Institut | Date         | PVV | VVD | SP  | D66 | PvdA | CDA | CU-SGP | 50 Plus | GL | PvdD | Autres |
| -------- | ------------ | --- | --- | --- | --- | ---- | --- | ------ | ------- | -- | ---- | ------ |
| Institut | Date         |     |     |     |     |      |     |        |         |    |      |        |
| 22 mai   | Ipsos        | 3   | 3   | 3   | 4   | 3    | 4   | 2      | 1       | 2  | 1    | 0      |
| 20 mai   | Intomart GfK | 6   | 4   | 4   | 4   | 3    | 3   | 2      | -       | 1  | -    | 0      |
| 15 mai   | TNL          | 3-4 | 3-4 | 3-4 | 4-6 | 2-3  | 2-3 | 2-3    | 1       | 2  | 0-1  | 0      |
| 13 avr.  | Peil.nl      | 4   | 4   | 3   | 4   | 2    | 4   | 2      | 1       | 1  | 1    | 0      |
| 11 jan.  | TNS NIPO     | 5   | 5   | 4   | 3   | 3    | 3   | 1      | 1       | 1  | 0    | 0      |

#### Pourcentages
| Institut | Date     | PVV    | VVD    | SP     | D66    | PvdA   | CDA    | CU-SGP | 50 Plus | GL    | PvdD  | Autres |
| -------- | -------- | ------ | ------ | ------ | ------ | ------ | ------ | ------ | ------- | ----- | ----- | ------ |
| Institut | Date     |        |        |        |        |        |        |        |         |       |       |        |
| 22 mai   | Ipsos    | 12,2 % | 12,3 % | 10,0 % | 15,6 % | 9,4 %  | 15,2 % | 7,8 %  | 4,2 %   | 7,8 % | 4,2 % |        |
| 15 mai   | TNS      | 11,9 % | 12,3 % | 11,9 % | 19,3 % | 9,9 %  | 11,3 % | 9,5 %  | 3,8 %   | 6,0 % | 1,6 % | 1,9 %  |
| 20 avr.  | TNS      | 18,1 % | 16,2 % | 9,9 %  | 15,7 % | 10,5 % | 11,1 % | 8,3 %  | 2,8 %   | 4,7 % | 1,0 % | 0,9 %  |
| 13 avr.  | Peil.nl  | 15,0 % | 15,0 % | 11,0 % | 15,0 % | 8,0 %  | 15,0 % | 7,0 %  | 4,0 %   | 4,0 % | 4,0 % | 1,0 %  |
| 11 jan.  | TNS NIPO | 17,2 % | 16,4 % | 13,2 % | 12,3 % | 12,2 % | 10,6 % | 6,2 %  | 3,8 %   | 3,7 % | 2,2 % | 1,7 %  |

## Résultats
| ← Élections au Parlement européen de 2014 |                                                  |            |        |        |        |        |              |
| Parti politique ou coalition              | Parti politique ou coalition                     | Voix       | Voix   | Voix   | Sièges | Sièges | Groupe au PE |
| Parti politique ou coalition              | Parti politique ou coalition                     | #          | %      | +/-    | #      | +/-    | Groupe au PE |
|                                           | Démocrates 66                                    | 735 825    | 15,48  | + 4,16 | 4      | + 1    | ADLE         |
|                                           | Appel chrétien-démocrate                         | 721 766    | 15,18  | - 4,87 | 5      | =      | PPE          |
|                                           | Parti pour la liberté                            | 633 114    | 13,32  | - 3,65 | 4      | =      | Non-inscrits |
|                                           | Parti populaire pour la liberté et la démocratie | 571 176    | 12,02  | + 0,63 | 3      | =      | ADLE         |
|                                           | Parti socialiste                                 | 458 079    | 9,64   | + 2,54 | 2      | =      | GUE/NGL      |
|                                           | Parti travailliste                               | 446 763    | 9,40   | - 2,65 | 3      | =      | S&D          |
|                                           | Union chrétienne + Parti politique réformé       | 364 843    | 7,67   | + 0,85 | 2      | =      | CRE          |
|                                           | Gauche verte                                     | 331 594    | 6,98   | - 1,89 | 2      | - 1    | Verts/ALE    |
|                                           | Parti pour les animaux                           | 200 254    | 4,21   | + 0,75 | 1      | + 1    | GUE/NGL      |
|                                           | 50 Plus                                          | 175 343    | 3,69   | N/A    | 0      | N/A    |              |
|                                           | Parti pirate                                     | 40 216     | 0,85   | N/A    | 0      | N/A    |              |
|                                           | Article 50 (en)                                  | 24 069     | 0,51   | N/A    | 0      | N/A    |              |
|                                           | Parti anti-Europe                                | 12 290     | 0,26   | N/A    | 0      | N/A    |              |
|                                           | Les Verts                                        | 10 883     | 0,23   | + 0,04 | 0      | =      |              |
|                                           | Jésus est vivant                                 | 9 507      | 0,20   | N/A    | 0      | N/A    |              |
|                                           | jechoisisdêtrehonnête.eu                         | 6 796      | 0,14   | N/A    | 0      | N/A    |              |
|                                           | Parti libéral démocrate                          | 6 349      | 0,13   | - 0,11 | 0      | =      |              |
|                                           | Attention et simplicité                          | 3 174      | 0,07   | N/A    | 0      | N/A    |              |
|                                           | QI, Parti des droits et des devoirs              | 1 705      | 0,04   | N/A    | 0      | N/A    |              |
|                                           |                                                  |            |        |        |        |        |              |
| Inscrits                                  | Inscrits                                         | 12 815 496 | 100,00 |        |        |        |              |
| Votants                                   | Votants                                          | 4 782 251  | 37,32  |        |        |        |              |
| Blancs et nuls                            | Blancs et nuls                                   | 28 505     | 0,60   |        |        |        |              |
| Exprimés                                  | Exprimés                                         | 4 753 746  | 99,40  |        |        |        |              |